# Platycleis sabulosa
Platycleis sabulosa är en insektsart som beskrevs av Azam 1901. Platycleis sabulosa ingår i släktet Platycleis och familjen vårtbitare. Inga underarter finns listade i Catalogue of Life.

## Bildgalleri

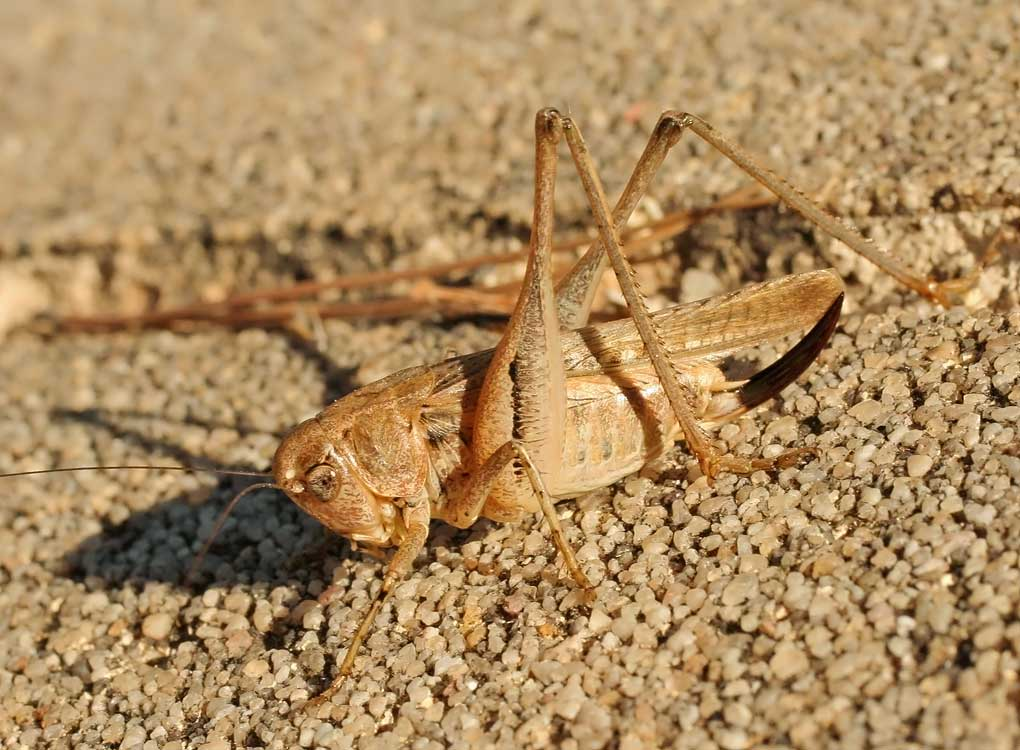